# Potentilla turkestanica
Potentilla turkestanica es una especie de planta del género Potentilla, perteneciente a la familia Rosaceae.

## Taxonomía
Potentilla turkestanica fue descrita por Jiří Soják en 1987.

## Distribución
Se encuentra en el territorio de Sinkiang y Mongolia.